# イギリス国鉄319形電車
319形（Class 319）は、1987年から1990年にかけて製造されたイギリス国鉄の交直流電車である。ロンドンを南北に縦貫して北部のベドフォードと南部のブライトンを結ぶテムズリンク用の電車として、4両編成86本が製造された。
民営化後はテムズリンク社とコネックス・サウス・セントラルに継承された。テムズリンク所属車は2006年にファースト・キャピタル・コネクト（FCC）に転属、コネックス所属車もサザンへの移管を経て2008年に全車がFCCに集結した。2014年9月にゴヴィア・テムズリンク・レールウェイへ継承され、2015年に一部の編成がノーザン・レールへ転属している。
319形の内38編成は、ディーゼルエンジンと発電機を搭載して769形に改造され、2019年より運用を開始する予定になっている。また、1編成は水素燃料電池を搭載し、799形として試験を行っている。

## 概要
319形は、ロンドン以北の交流25kV（架空電車線方式）とロンドン以南の直流750V（第三軌条方式）の区間を直通できるよう、両方の電気方式に対応した電車として開発された。
1M3Tの4両固定編成で、中間車の1両が電動車となっている。車両限界の小さい地下トンネルの規格に合わせて車体断面が従来車より小さくなっているほか、異常発生時の脱出を考慮した非常扉が前面に設置されている。
1987年から1998年にかけて製造された最初の60編成は319/0形で、全車普通車のモノクラス編成である。1991年に26編成が増備された319/1形では、片側の先頭車の一部分に一等席が設けられた。
コネックスに継承された319/0形のうち、7編成で1996年から1997年にかけて改装工事が実施され、319/2形に改番されている。この編成はロンドン - ブライトン間の速達列車に充当された。
テムズリンク所属となった319/0形も1997年から1998年にかけて40編成が改装されており、319/4形に改番され一等席が設置された。319/1形は全編成が1997年 - 1999年の更新工事により319/3形に改番され、従来の一等席は撤去された。
2015年には319/3形の20編成がノーザン・レールへ転属し、同年3月5日よりリバプールとマンチェスター空港を結ぶ運用に充当されている。